# Bergmästare
Bergmästare har sedan medeltiden varit en titel på chefen över bergsmän och förekommer i norra Europa med likartade betydelser.
I Sverige var bergmästaren från 1630 den högste ämbetsmannen över ett bergmästardöme och rekryterades av Bergskollegium. Sedan 1998 är bergmästaren chef för Bergsstaten vid Sveriges geologiska undersökning (SGU).  
Sedan 2023 är Helena Kjellson bergmästare.

## Bergmästarna i Sverige och bergsstaten
Bergmästare är en titel som förekommit i Sverige sedan medeltiden för ledaren över bergsmän. Första gången en bergmästare finns nämnd i skriftliga källor är privilegiebrevet från år 1347 av kung Magnus Eriksson till kopparbergsmännen i Stora Kopparbergs socken. Bergmästare skulle utses bland fjorton rådsmän vid gruvan, och deras roll var att döma i mål. Vad de dömde skulle gälla för bergslagen. I handlingar rörande kopparbergsbruket nämns bergmästare sporadiskt och det är möjligt att dennes roll ibland innehades av en bergsfogde, en titel som oftare och mer kontinuerligt finns nämnd i de historiska källorna. Dock finns bergmästare i kopparbergslagen fortfarande under Gustav II Adolf. Från järnbergslagen finns inga uppgifter om bergmästare från medeltiden, utan privilegiebreven anger i stället att en bergsfogde skulle bevaka och avdöma bergsmannasaker. Under Gustav Vasa överfördes uppgifterna som järnbergslagens bergsfogde hade till en lagläsare, en post som därefter ersattes med olika ämbeten som inrättades och försvann i rask takt, som bergsöverstar, bergsföreståndare och överbefallningsman. Bergmästarens tillsynsfunktion sköttes under en del av 1600-talet av arrendatorer i järnbergslagen, vilka bergsmännen var förpliktade att hörsamma och lyda.
När Bergskollegium bildades blev bergmästaren ett statligt ämbete som hade högsta tillsynen över bergsbruket i ett bergmästardöme, även kallat bergsstat. Fram till 1852 var bergmästaren även ordförande i bergstingsrätten eller gruvrätten. Det var Bergskollegium som tillsatte befattningen.
Landet var före 1757 indelat i elva till tolv bergmästardömen. Bergmästaren skulle vaka över driften och vid en särskild domstol, bergstingsrätten, döma i uppkomna tvister. Tidigare skulle tvister som angick bergverken dömas vid dels bergsting, dels hammarting. År 1756 bestämdes dock att alla tvister gällande gruvor, hyttor och hamrar skulle avgöras på ett och samma ting, bergstinget. Andra uppgifter bergmästaren hade var att studera möjligheten att börja bryta malm på nya platser, och han var dessutom kungens kontaktman med bergsmännen ute i hans distrikt. Bergsbruk bedrevs enligt privilegiebrev, bergsprivilegier, och bergmästaren hade dels att undersöka ansökningar, del att tillse att de bruk som drevs skötte sina åtaganden.
Chefsmyndighet för bergmästarna och bergsstaten var från 1637 Generalbergsamtet, från 1649 kallat Bergskollegium. Myndigheten leddes av en president, och två bergsråd under denne. När Bergskollegiet lades ner 1857 övertogs denna funktion av Kommerskollegium. Senare blev Statens industriverk och därefter SGU chefsmyndighet. Bergsstaten är numera en del av SGU. I samband med att Bergskollegium lades ner omorganiserades bergmästardömena i distrikt, vilka under årens lopp slogs samman för att bli allt större. Sedan 1998 finns därför bara en bergmästare i Sverige, chefen för avdelningen för bergsbruket vid SGU.

## Bergshauptman
Bergmästarna vid Sala silverbergslag (från 1772) och Stora Kopparbergslagen (från 1762) benämndes bergshauptman.